# Wilhelm Hoffmann AG

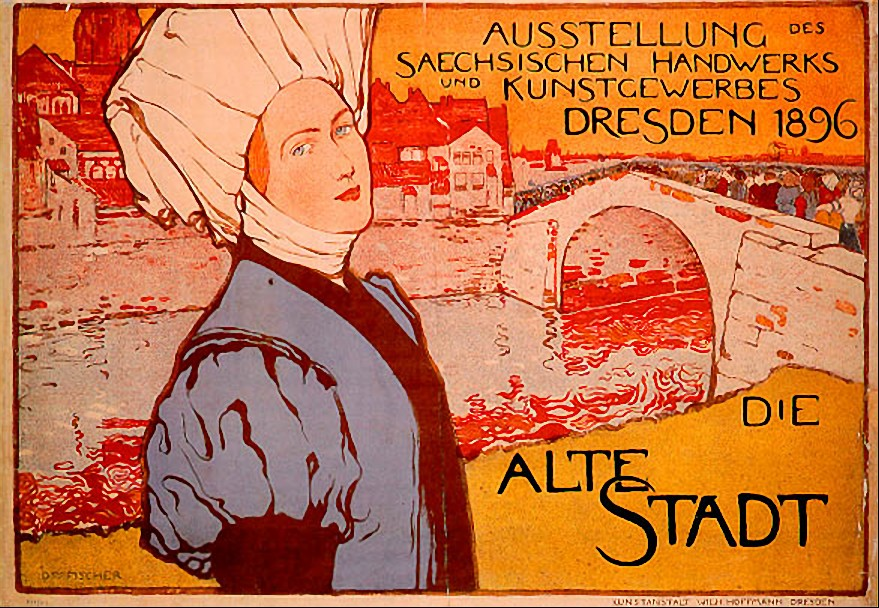
Plakat „Die alte Stadt“ zur „Ausstellung des Sächsischen Handwerks und Kunstgewerbes Dresden 1896“ von Otto Fischer, Druck der Kunstanstalt Wilhelm Hoffmann

Die Wilhelm Hoffmann AG in Dresden war eine im 19. Jahrhundert gegründete Druckerei mit angeschlossenem Verlag insbesondere für Plakate und Ansichtskarten. Unter den polygrafischen Betrieben zählte das auch Kunstanstalt Wilhelm Hoffmann genannte Unternehmen zu den angesehensten Kunstdruckanstalten im Deutschen Kaiserreich.

## Geschichte
Das Unternehmen wurde in der Frühzeit der Industrialisierung im Jahr 1840 gegründet und beschäftigte sich in den ersten Jahrzehnten auch mit photographischen Glasplatten.
In Gründerzeit des Deutschen Kaiserreichs firmierte das Unternehmen laut dem Adreß- und Geschäfts-Handbuch der königlichen Residenz- und Hauptstadt Dresden für das Jahr 1874 als „Wilhelm Hoffmann & Co., Fabrik photogr. Papiere, Inh. J. W. Emil Hoffmann u. C. F. Jul. Ulbricht“ unter der Adresse gr. Plauenscheg. 12b  (51° 2′ 45,6″ N, 13° 43′ 55,2″ O) im Parterre. Im selben Jahr inserierte die Kommanditgesellschaft in der in Leipzig verlegten Illustrirten Zeitung ihre Albumin- und Salzpapiere und bewarb deren „vorzüglichen Qualitäten“ für den Export und Engros.

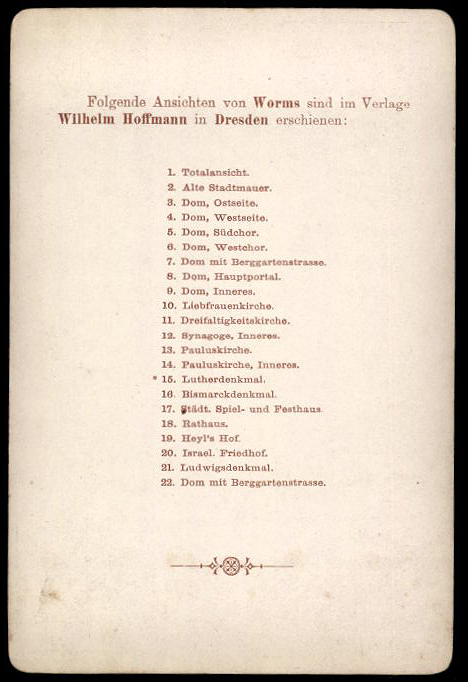
Um 1870: Revers einer auf Karton im Kabinettformat aufgezogenen Fotografie der Wormser Serie, vorderseitig fortlaufend nummeriert V. 15

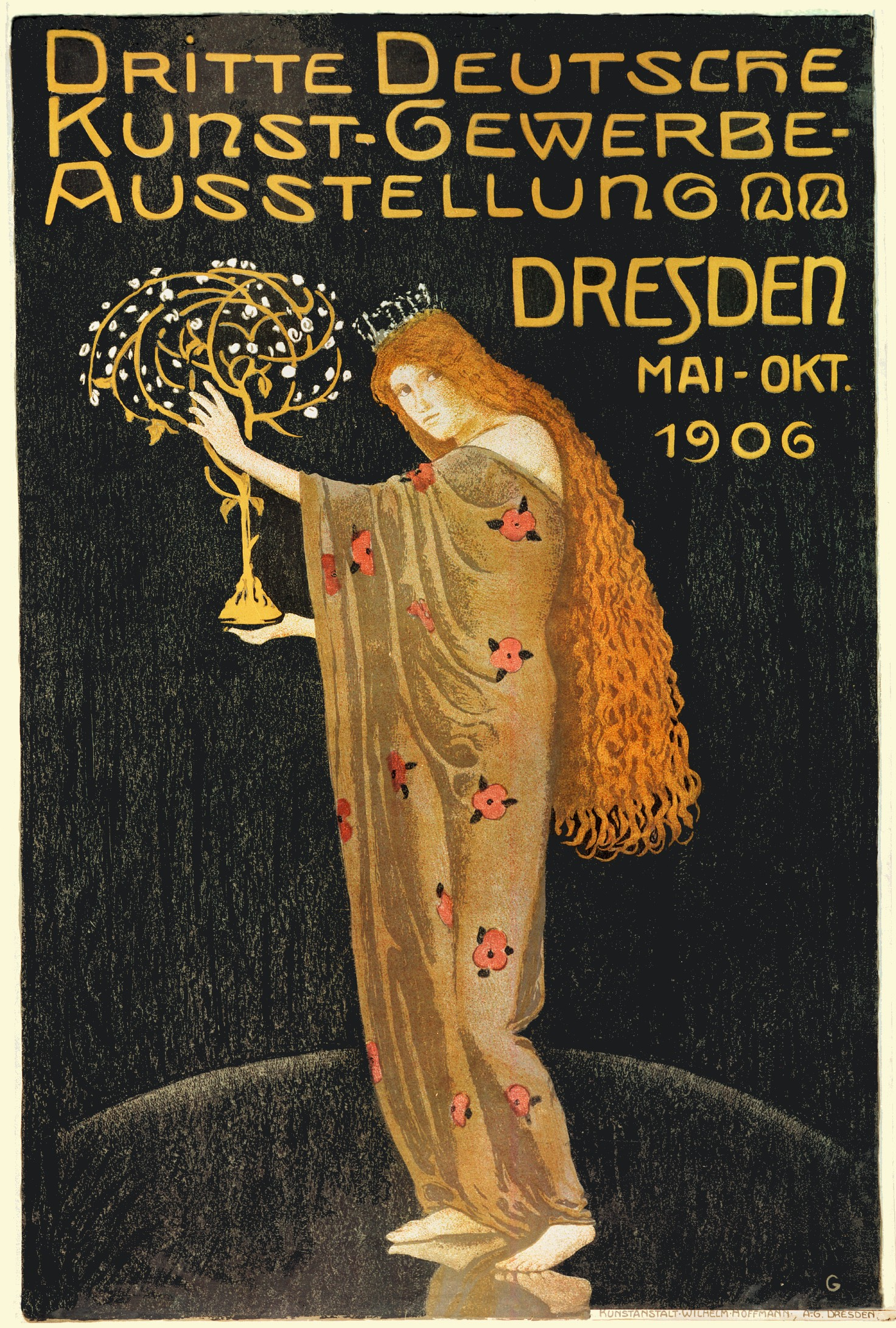
1906: Dritte Deutsche Kunstgewerbeausstellung Dresden, Jugendstil-Plakat von Otto Gussmann

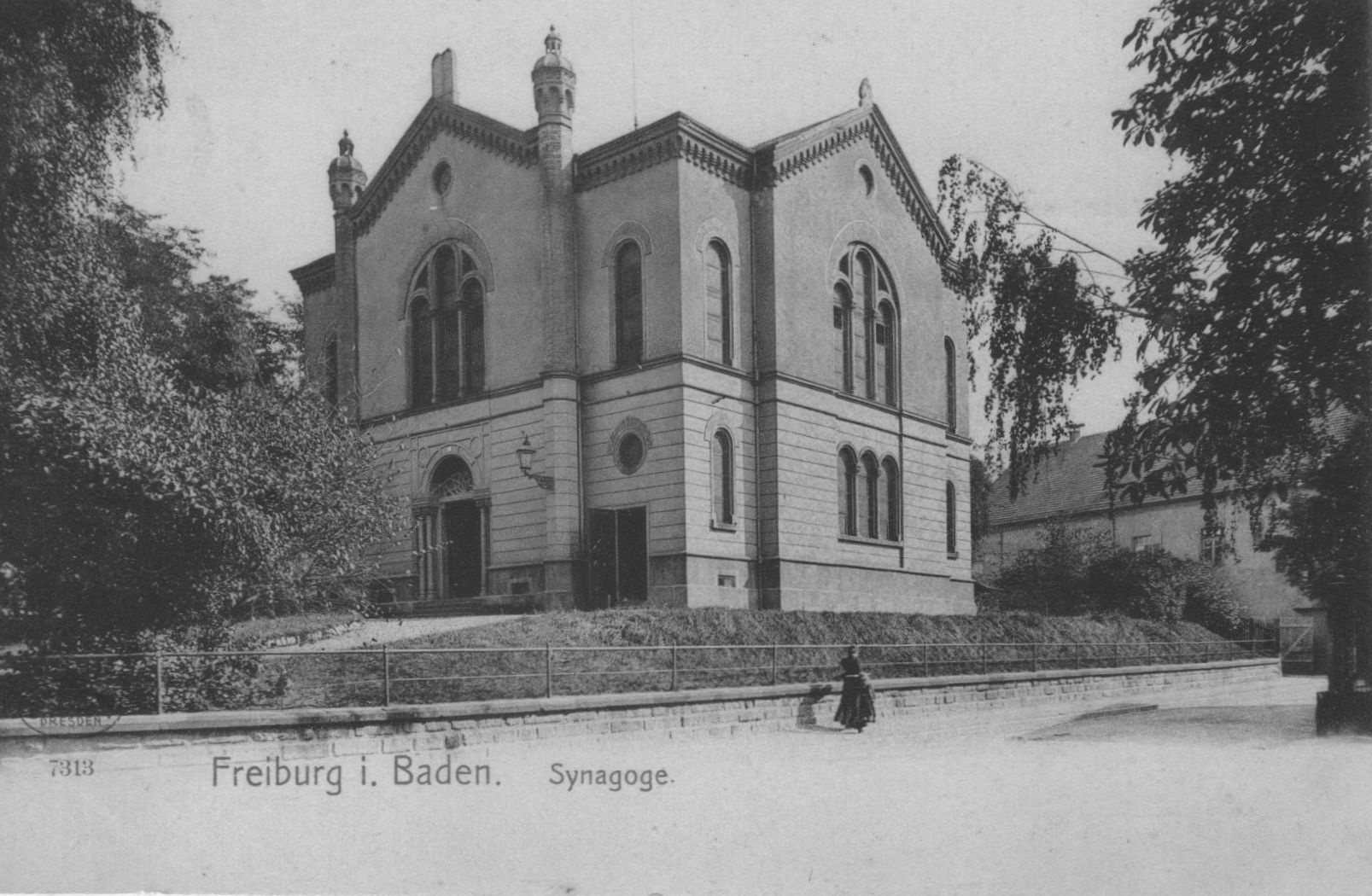
Zeitgenössische Ansichtskarte, Synagoge von Freiburg im Breisgau, links unten mit dem ovalen Stempel der Wilhelm Hoffmann AG, Dresden, Bildnummer 7313, um 1910

Im selben Jahr 1874 hatte sich die Vereinigte Fabriken photographischer Papiere zunächst mit Sitz in Dresden gegründet, deren Zweck im Erwerb, der Vereinigung und der Weiterbetreibung von Fotopapier-Fabriken bestand, um konzertiert weiterhin verschiedene chemisch behandelte Papiere herzustellen und zu handeln. Ausdrücklich war als Unternehmenszweck – bei einem Grundkapital von später umgerechnet mehr als 1.000.000 Reichsmark – der Erwerb folgender Firmen genannt: H. Anschütz, Julius Feßler, Wilh. Hoffmann & Co., Georg Rotter & Co., Sulzberger & Mater, Georg Wachsmuth & Co. sowie Zinkeisen & Richter. Die Vereinigung siedelte sechs Jahrzehnte später nach Berlin über und wurde dort am 14. November 1934 in das Handelsregister des Amtsgerichts Berlin-Charlottenburg eingetragen.
Ebenfalls schon in den 1870er Jahren vervielfältigte die Wilhelm Hoffmann Illustrationen mit Gedichten von Franz Wiedemann zunächst für Mappenwerke, Mitte der 1890er Jahre auch „Photographiedrucke“ für die Gustav-Freytag-Galerie „nach den Original-Gemälden und Cartons der ersten Meister der Neuzeit“.
Anfang der 1890er Jahre hatte die Firma Wilhelm Hoffmann ihren Sitz in der Marschallstraße 12/14 (51° 3′ 7,2″ N, 13° 44′ 56,4″ O) in Dresden.
Erst zum Ende des 19. Jahrhunderts wurde das Unternehmen im Jahr 1897 in eine Aktiengesellschaft umgewandelt. Rund drei Jahre darauf stellte sich die Gesellschaft – ähnlich wie die Mitbewerberin Elsässische Druckerei und Verlagsanstalt (vormals G. Fischbach) aus Straßburg – in einem Katalog der Deutschen Buchgewerbeausstellung im Jahr 1900 in Paris selbst dar.
Um 1900 arbeiteten in der Kunstdruckanstalt Wilhelm Hoffmann und den seinerzeit ebenfalls in Dresden ansässigen Mitbewerbern wie vor allem Römmler & Jonas und Stengel & Co. etliche der damals rund 4000 im Druckgewerbe tätigen Personen Dresdens.
Nach dem Schwarzen Donnerstag und dem Beginn der Weltwirtschaftskrise wurde die Wilhelm Hoffmann AG im Jahr 1930 aufgelöst.